# Kiryū (banda)
Kiryū (己龍) é uma banda japonesa de metal e visual kei fundada em 2007 com o conceito de "terror japonês" e "nostalgia dolorosa", utilizando temas da cultura japonesa antiga. Formada pelo vocalista Mahiro Kurosaki, guitarristas Mitsuki Sakai e Takemasa Kujō, baixista Hiyori Isshiki e baterista Junji Tokai, cada membro é representado por uma cor. Fazem parte da gravadora independente B.P Records desde 2009. 
Muitos de seus lançamentos alcançaram posições altas na parada de trabalhos independentes da Oricon, além de já terem apresentado grandes shows no Nippon Budokan e Tokyo Dome City Hall. Foram ranqueados em décimo terceiro lugar no ranking de artistas visual kei da JRock News em 2020 e receberam uma menção honrosa no ranking de artistas mais influentes de 2017. BugLug, Kiryu, R-Shitei e Vistlip foram descritos como os "quatro reis celestiais" da nova geração do visual kei. Esse título foi inventado quando foi dado à Malice Mizer, Shazna, Fanatic Crisis e La'cryma Christi na geração anterior.
Takemasa Kujō deixou de participar das aparições públicas da banda no final de 2021 e um ano depois Mahiro Kurosaki também pausou suas atividades. Consequentemente, a banda entrou em um hiato por tempo indefinido no final de 2023.

## Carreira

### 2007–2008: Formação e primeiros anos
Takemasa e Mitsuki tocavam em uma banda visual kei juntos em Hamamatsu, Shizuoka, chamada mi'ze:lia. Após a separação do grupo, convidaram seu baterista de apoio Junji Tokai para formar uma nova banda em Tóquio. Através de amigos em comum, Mahiro foi convidado para ser o vocalista. Sakai e Takemasa almejavam estabelecer uma banda com personalidade própria e diferente das bandas populares na época. Inicialmente, Takemasa idealizou o conceito "visual kei repugnante" para a banda, que mais tarde se firmou em "terror japonês" e "nostalgia dolorosa".
Kiryū foi fundado em 17 de setembro de 2007 e sua primeira apresentação ao vivo aconteceu em 16 dezembro na Holiday Shinjuku. Portanto, a banda considera 16 de dezembro sua data oficial de formação. Em 25 de março de 2008, os ingressos para seu primeiro evento Garyou Tensei em Shinjuku Ruido foram esgotados. Nesse evento, distribuíram gratuitamente o CD "Sakuragarami". Já em maio, foi lançado o single de estreia "Another Side" (アナザｰサイド) e no mês seguinte foi lançada outra versão. Em outubro, mais um single foi posto à venda: "Murasakishoku/Saigo no Koi" e em 26 de novembro, o mini álbum de estreia Shūgetsu Heika.

### 2009–2013: Início do sucesso e de grandes turnês
Em 2009, Kiryū ingressou na B.P Records. Se apresentaram no Meguro Rokumeikan em 17 de janeiro, distribuindo para os presentes no concerto o single limitado "Watashi.", e em 15 de maio de 2009 se apresentaram em Takadanobaba Area, distribuindo o também limitado CD "Chimimōryō no Chōryōbatsuko". No final do ano, lançaram o single "Tsuki no Hime". Takemasa afirmou que com este single, o conceito da banda ("terror japonês") estava finalmente estabelecido. No começo de 2010, a banda inaugurou seu primeiro álbum completo, Meikyō Shisui. As cópias da primeira edição do single "Ruru" esgotaram no mesmo dia de lançamento, 27 de outubro. Em 2 de março de 2011, o segundo álbum "Mugen Hōyō" foi lançado. Em 14 de setembro, Mahiro contribuiu para o single de caridade "Hitotsudake ~We Are The One~", criado para ajudar as vítimas do sismo e tsunami de Tohoku em 2011.
Desde "Tsuki no Hime" até "Kyōsei" (2011), cinco singles de Kiryū alcançaram a 1° posição na parada de singles independentes da Oricon consecutivamente. Kyōsei foi o 12° single independente mais vendido de 2011 segundo a Oricon.
Após a popularidade de Kiryū crescer, embarcaram em sua primeira turnê pelas 47 prefeituras do Japão em 2012. Apesar das dificuldades, como quando Mahiro sofreu um acidente no palco e feriu sua perna, mais de 15 mil pessoas compareceram a turnê no total e os ingressos para a maioria dos shows foram esgotados. O álbum Shukaensen foi lançado em abril e o single "Tomoshibi" em novembro. Em outubro, Kiryū e R-Shitei fizeram uma turnê juntos. Mais uma turnê por todo o Japão começou em julho de 2013. Neste ano lançaram os singles "Etsu to Utsu", "Aienkien" e "Akaimi Hajiketa", e apareceram no programa de televisão Break Out da TV Asahi. Também foi lançado o álbum de tributo a hide Tribute III -Visual Spirits-, onde Kiryū participou com um cover de "Pink Spider".

### 2014–2020: Expansão internacional

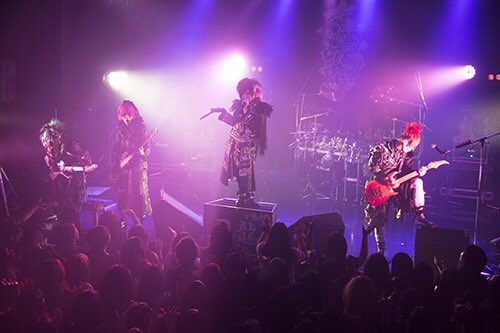
Kiryu em uma apresentação ao vivo.

Com o lançamento do álbum Kyoka Suigetsu em abril de 2014, Kiryū embarcou em turnê em promoção ao álbum e realizou seus primeiros shows internacionais. A turnê Kyoka Suigetsu contou com shows por todo o Japão e também com apresentações pela Ásia, com shows em Taiwan, Coreia do Sul, China e Hong Kong. O único single lançado em 2014 é "Amaterasu", em 19 de novembro.
O 13° single "Kyūbi" foi lançado em abril de 2015 em dez edições é o trabalho mais bem sucedido da banda até hoje, alcançando a quarta posição na Oricon Singles Chart. Em 31 de julho, se apresentaram no grande Nippon Budokan pela primeira vez, após mais uma turnê pelas 47 prefeituras japonesas.
Em setembro, Kiryū, BugLug, R-Shitei e Vistlip embarcaram juntos em uma turnê de quatro bandas chamada 4Byoushi. Junto com as bandas da B.P Records Royz e Codomo Dragon, Kiryū lançou o single "Family Party" acompanhado do videoclipe de Ryōran Resonance (繚乱レゾナンス) em novembro.  As três bandas saíram juntas em turnê nacional de novembro a dezembro.
Em 30 de abril de 2016, participaram do festival da revista Cure World Visual Festival junto com outras bandas visual kei, até mesmo grupos de fora do Japão, um acontecimento raro. Hyakki Yagyo, o quinto álbum, chegou as lojas no dia 29 de junho. A turnê em promoção ao lançamento dele terminou no Nippon Budokan em 29 de agosto.
Em 16 de outubro, se apresentaram no festival de bandas visual kei Visual Japan Summit.
Em 2017, Kiryū celebrou seus dez anos de carreira com seu primeiro álbum de greatest hits, intitulado 2007–2017. Também lançaram o single de lado A duplo "Jou no Hana/Oborezukiyo" em 25 de outubro, sendo que canção "Jou no Hana" foi usada como tema de abertura do anime Cardfight!! Vanguard.
A turnê de quatro bandas 4Byoushi aconteceu mais uma vez em 2018, com shows de 11 a 30 de março. Kiryu também foi convidado pelo Dezert para sua turnê This is the FACT, apresentando-se em 9 de junho. No final do ano, foi inaugurado o sexto álbum Tenshō Rinne e em 8 de dezembro estrelaram no programa de televisão Ariyoshi Hanseikai da Nippon TV. Em 2019, três singles foram lançados: "Senkō", "Tamaki no Hashi Naki ga Gotoshi" e "Kachō Fugetsu" Com uma perfomance no Tokyo Dome City Hall, a banda comemorou seu décimo segundo aniversário. No final de 2019 Kiryū abriu seu próprio canal no YouTube, que já contou até mesmo com a participação de Gackt.

### 2020–presente: Pausa de Takemasa e Mahiro e hiato

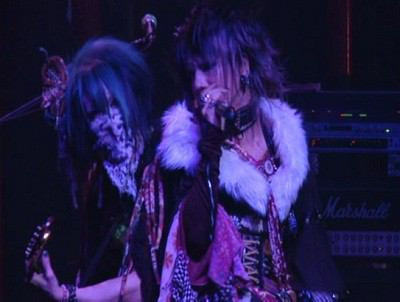
Takemasa (esquerda) e Mahiro (direita) precisaram pausar suas carreiras, levando Kiryu a entrar em hiato.

O single "Watashi Mamire" foi produzido por Mitsuki e publicado em 4 de março de 2020. Membros do fã clube podiam comprar ingressos para a turnê de promoção ao single antecipadamente. Em 16 de dezembro, comemoraram seu 13° aniversário com um show em Shibuya e anunciaram a turnê Senkiyakou.
Em fevereiro de 2021, o single "Nue" foi lançado. Ao mesmo tempo, Mitsuki foi diagnosticado com descolamento de retina e teve de suspender suas atividades até abril. Se apresentaram pela terceira vez no Nippon Budokan no dia 10 de abril, e o show também foi transmitido online pelo site Zaiko. Manjushage, o sétimo álbum, foi lançado em 23 de junho. Em agosto, o líder e guitarrista Takemasa anunciou que não participará mais das apresentações públicas do Kiryū a partir de 16 de dezembro, mas continuaria trabalhando na produção e composição dos trabalhos da banda.
Em 2022, lançaram o single "Zekū Zeshiki" em 24 de fevereiro e "Kodoku" em 13 de julho, marcando uma turnê de aniversário de 15 anos de carreira, indo de outubro até dezembro. Poucos dias antes do início dela, o vocalista Mahiro divulgou que faria uma pausa após a turnê para tratamento, após ter sido diagnosticado com transtorno de ansiedade e depressão. Os três membros restantes declararam que continuarão com a banda normalmente. No dia 11 de junho de 2022 participaram do evento Visual Kei Shugi ao lado de Penicillin, Versailles e Alice Nine.
Apesar dos esforços de manter a banda após a pausa de dois membros, em julho de 2023 o grupo anunciou que entrará em hiato indefinido após um último show em 18 de dezembro do mesmo ano, que terá a presença dos cinco integrantes. Dois dias antes e no marco de seus 16 anos de carreira, lançaram um novo videoclipe para seu primeiro single, "Another Side".

## Estilo musical e temático
Kiryū é reconhecida como uma das bandas representantes do subgênero angura kei ou wafuu kei, que busca tratar exclusivamente de temas tradicionais da cultura japonesa. Frequentemente, o conceito de suas músicas é o horror e lendas do folclore japonês, usando alguns instrumentos tradicionais, como por exemplo a flauta de bambu Yokobue (横笛).
Musicalmente, o principal gênero da banda é o folk metal e subgêneros do metal em geral.  Mas o grupo não se limita a isso, frequentemente incorporando outros como ska, punk, EDM, rock progressivo, e até mesmo vocais feitos em tecnologia vocaloid.

### Influências
Quando questionados pelo HMV e Natalie quais suas principais influências, o primeiro álbum que ouviram e primeiro show que foram, os membros mencionaram somente artistas japoneses, exceto Junji, que citou a banda brasileira Angra.
Mahiro mencionou o vocalista Ryuichi Kawamura, especificamente sua carreira solo, como sua principal influência, além de sua banda Luna Sea. Junji contou que os artistas que mais o influenciaram são Siam Shade e Angra e que admira todos os trabalhos deles.
Mitsuki respondeu que o primeiro show que compareceu foi do Dir en grey e eles são sua principal influência e seu grupo favorito até hoje. No visual kei em questão, a primeira banda que ele conheceu é Shazna, adquirindo "Melty Love". Além disso, ele também é um grande fã de Hatsune Miku. Já Takemasa citou Kenichi Maeyamada como principal influência. O trabalho que mais o influenciou é 1997.10.31 Live at Shinjuku Loft, de Kuroyume. Desde o ensino fundamental, ele ouve X Japan e Luna Sea, mas não esteve muito interessado pelo visual kei até conhecer Mitsuki, no final do colegial.
Hiyori disse que seu irmão mais velho é fã de bandas como Boøwy, Luna Sea e L'Arc~en~Ciel. Por conta disso, o primeiro álbum que ele comprou é Heart, de L'Arc~en~Ciel, porém seu favorito é True. Ele começou a gostar de baixo influenciado principalmente por Tetsuya e J.

## My Dragon
My Dragon foi um grupo alter-ego humorístico do Kiryū, onde os membros dançavam e cantavam, não necessariamente tocando seus instrumentos. Mahiro Kurosaki se apresentava como Dandy Maro, Takemasa Kujō era Beauty Tama, Mitsuki Sakai era Charity Miki, Hiyori Isshiki era Panty Hiwai e Junji Tokai era Pretty JuJu. Com exceção dos CDs simples distribuídos exclusivamente em shows desde 2009, estrearam em fevereiro de 2011 com "Nijigen Complex". Em julho de 2014 lançaram o single "IDOL Sengen!?". Já em 30 de maio de 2016 aconteceu seu terceiro e último lançamento: "Stardust Dream", onde eles se apresentavam com o conceito de ídolos masculinos de anime.
Sendo uma banda secundária, eles faziam poucas apresentações ao vivo e as vezes eram ato de abertura do Kiryū. O lucro de seus shows era destinado a instituições de caridade, como por exemplo para ajudar as vítimas do sismo e tsunami de Tohoku em 2011 e terremoto de Kumamoto em 2016. Costumavam se apresentar todos os anos no dia 1 de abril e, em 1 de abril de 2018, fizeram sua última apresentação e então My Dragon chegou ao fim.

## Integrantes
| Nome                                        | Data de nascimento | Cor      | Origem   | Posição     | Notas |
| ------------------------------------------- | ------------------ | -------- | -------- | ----------- | --- |
| Mahiro Kurosaki (黒崎眞弥, Kurosaki Mahiro) | 19 de outubro      | Roxo     | Tóquio   | Vocalista   | Mahiro sofre de retinite pigmentosa que segue progredindo. Recentemente, começou a usar máscara nos olhos por conta da sensibilidade a luz.                                                         |
| Mitsuki Sakai (酒井参輝, Sakai Mitsuki)     | 24 de fevereiro    | Vermelho | Shizuoka | Guitarrista | Possui a marca de roupas Peristnist. |
| Takemasa Kujō (九条武政, Kujō Takemasa)     | 3 de agosto        | Verde    | Shizuoka | Guitarrista | Nomeado Embaixador da Cidade de Kosai. Takemasa não participa mais das apresentações públicas da banda desde dezembro de 2021, mas é dito que ele ainda participa da produção e composição musical. |
| Hiyori Isshiki (一色日和, Isshiki Hiyori)   | 1 de novembro      | Rosa     | Shizuoka | Baixista    | Conhecido pelo cross-dressing, com o passar dos anos começou a ter uma aparência mais andrógina do que essencialmente feminina. Estudou na Yokohama City University, mas não se graduou.            |
| Junji Tokai (遠海准司, Tokai Junji)         | 11 de janeiro      | Azul     | Shizuoka | Baterista   | Nomeado embaixador da cidade de Kosai. Costuma atuar como baterista de apoio para outras bandas, e sua bateria atual é da marca Kn'K.                                                               |

## Discografia

### Álbuns e EPs
| EP                                                 | Shūgetsu Heika (羞月閉花) - Lançamento: 26 de novembro de 2008      | — | —   |
| Estúdio                                            | Meikyō Shisui (明鏡止水) - Lançamento: 27 de janeiro de 2010        | 3 | 113 |
| Estúdio                                            | Mugen Hōyō (夢幻鳳影) - Lançamento: 2 de março de 2011              | 2 | 27  |
| Estúdio                                            | Shuka Ensen (朱花艶閃) - Lançamento: 25 de abril de 2012            | — | 12  |
| Estúdio                                            | Kyoka Suigetsu (暁歌水月) - Lançamento: 30 de abril de 2014         | — | 7   |
| Estúdio                                            | Hyakkiyakō (百鬼夜行) - Lançamento: 29 de junho de 2016             | — | 9   |
| Compilação                                         | 2007-2017 (二〇〇七～二〇一七) - Lançamento: 16 de dezembro de 2017 | — | 50  |
| Estúdio                                            | Tenshō Rinne (転生輪廻) - Lançamento: 14 de novembro de 2018        | 3 | 12  |
| Estúdio                                            | Manjushage (曼珠沙華) - Lançamento: 23 de junho de 2021             | 1 | 17  |
| "—": não ranqueou ou a posição não foi encontrada. |                                                                     |   |     |

### Singles
| Another Side – Kaijō-ban (アナザーサイド～会場盤～) - Relançado em 20 de maio como Another Side – Ryūtsū-ban (アナザーサイド～流通盤～). - Lançamento: 16 de maio de 2008 | 20 | —   |
| Murasakishoku/Saigo no Koi (紫蝕/最後ノ恋) - Lançamento: 29 de outubro de 2008                                                                                            | —  | —   |
| Akaku Chiru Boku no Ao (朱ク散ル僕ノ蒼) - Lançamento: 6 de maio de 2009                                                                                                   | —  | 160 |
| Tsuki no Hime (月ノ姫) - Lançamento: 21 de outubro de 2009 | 1  | 63  |
| Mizunashi Sakura (水無桜) - Lançamento: 23 de junho de 2010 | 1  | 23  |
| Ruru (屡流) - Lançamento: 27 de outubro de 2010 | 1  | 27  |
| Kisai (鬼祭) - Lançamento: 6 de julho de 2011 | 1  | 15  |
| Kyōsei (叫声) - Lançamento: 26 de agosto de 2011 | 1  | 16  |
| Tomoshibi (灯) - Lançamento: 7 de novembro de 2012 | —  | 11  |
| Etsu to Utsu (悦ト鬱) - Lançamento: 20 de fevereiro de 2013 | —  | 9   |
| Aienkien (愛怨忌焔) - Lançamento: 29 de maio de 2013 | —  | 9   |
| Akaimi Hajiketa (アカイミハジケタ) - Lançamento: 20 de fevereiro de 2013                                                                                                  | 1  | 11  |
| Amaterasu (天照) - Lançamento: 19 de novembro de 2014 | —  | 8   |
| Kyūbi (九尾) - Lançamento: 1 de abril de 2015 | 3  | 4   |
| Family Party - Lançamento: 25 de novembro de 2015 | —  | 7   |
| Irodori (彩) - Lançamento: 2 de março de 2016 | —  | 6   |
| Gekkabijin (月下美人) - Lançamento: 23 de novembro de 2016 | 1  | 19  |
| Watashi wa Kairai, Sarugutsuwa no Ningyo (私ハ傀儡、猿轡ノ人形) - Lançamento: 5 de abril de 2017                                                                          | —  | 12  |
| Jou no Hana/Oborozukiyo (情ノ華/朧月夜) - Lançamento: 25 de outubro de 2017 - Tema de abertura de Cardfight!! Vanguard                                                    | —  | 13  |
| Harushigure (春時雨) - Lançamento: 7 de março de 2018 | —  | 11  |
| Muku (無垢) - Lançamento: 11 de julho de 2018 | —  | 9   |
| Senkō (閃光) - Lançamento: 20 de março de 2019 | —  | 13  |
| Tamaki no Hashi Naki ga Gotoshi (手纏ノ端無キガ如シ) - Lançamento: 10 de julho de 2019                                                                                    | 3  | 17  |
| Kachō Fugetsu (花鳥風月) - Lançamento: 13 de novembro de 2019 | —  | 15  |
| Watashi Mamire (私塗レ) - Lançamento: 4 de março de 2020 | 2  | 17  |
| Nue (鵺) - Lançamento: 17 de fevereiro de 2021 | 2  | 16  |
| Yuki, Kokugo ni Tsuki (雪、黒業ニツキ) - Lançamento: 1 de novembro de 2021                                                                                                | 1  | 13  |
| Zekū Zeshiki (是空是色) - Lançamento: 24 de fevereiro de 2022 | 3  | 16  |
| Kodoku (蠱毒) - Lançamento: 13 de julho de 2022 | 5  | 17  |
| "—": não ranqueou ou a posição não foi encontrada. |    |     |

### Outros
- "Sakuragarami" (桜絡ミ)

CD de 1 faixa distribuído no evento de 25 de março de 2008 em Shinjuku Ruido.
- Watashi. (私。)

CD distribuído em 17 de janeiro de 2009 em um show em Meguro Rokumeikan.
- Chimimōryō no Chōryōbatsuko (魑魅魍魎ノ跳梁跋扈)

Single distribuído em 15 de maio de 2009 em Takadanobaba Area.
- Shock Edge 2009

Álbum de compilação com várias bandas, lançado em 14 de outubro de 2009. Kiryu participa na faixa 7 com "Shishoku".
- "Hotaru" (螢)

Single exclusivamente digital, disponibilizado em 5 de julho de 2020.